# Aratama-bashi (métro de Nagoya)
Aratama-bashi (新瑞橋駅, Aratama-bashi-eki) est une station du métro de Nagoya sur les lignes Meijō et Sakura-dōri dans l'arrondissement de Mizuho à Nagoya.

## Situation sur le réseau
La station Aratama-bashi est située au point kilométrique (PK) 20,7 de la ligne Meijō et au PK 11,8 de la ligne Sakura-dōri.

## Histoire
La station a été inaugurée le 30 mars 1974 comme terminus de la ligne 4 (aujourd'hui ligne Meijō). La ligne Sakura-dōri y arrive le 30 mars 1994.

## Services aux voyageurs

### Accès et accueil
La station est ouverte tous les jours.

### Desserte

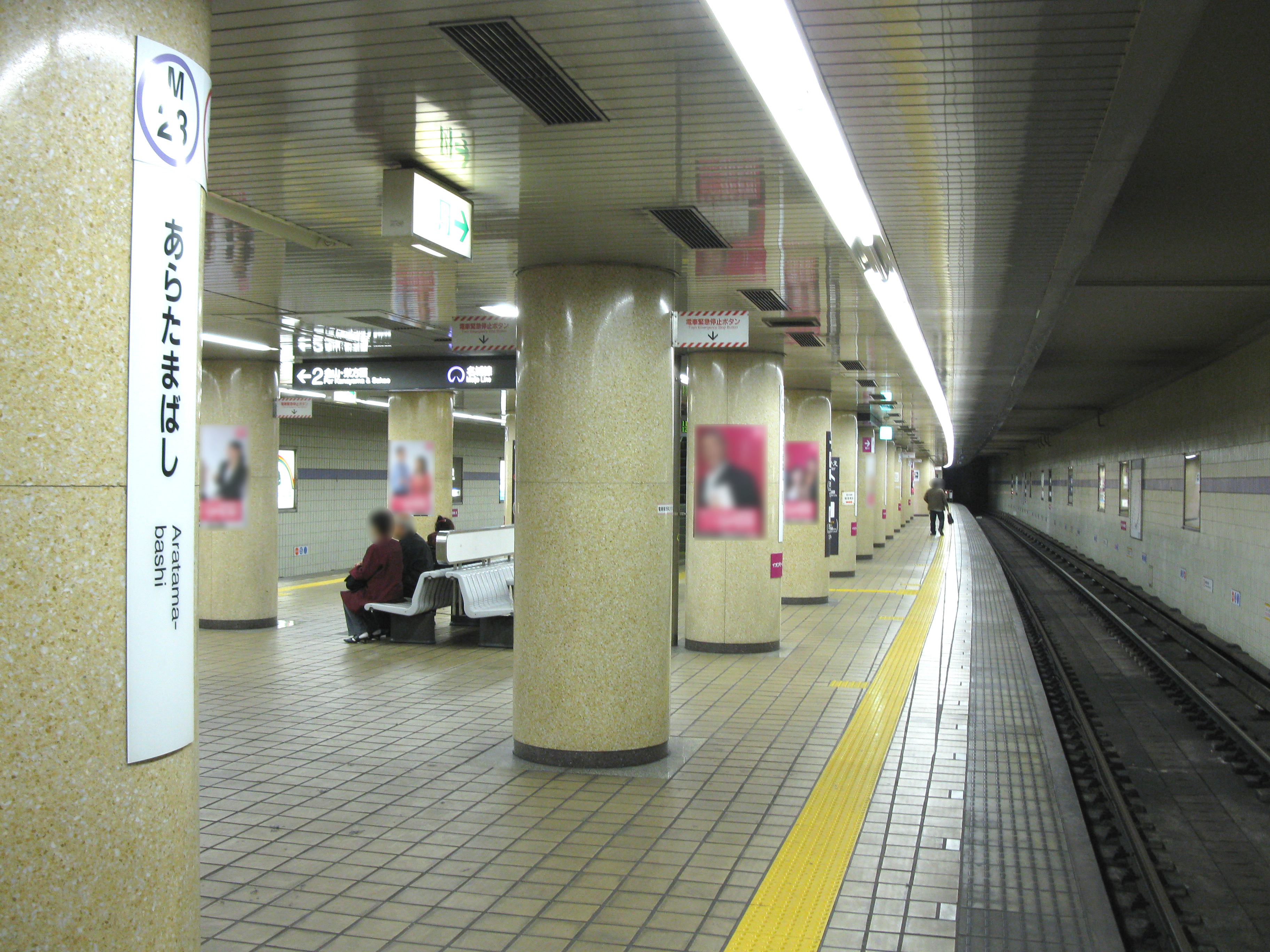
Vue du quai de la ligne Meijō

- Ligne Meijō :
  - voie 1 : direction Motoyama
  - voie 2 : direction Sakae
- Ligne Sakura-dōri :
  - voie 3 : direction Tokushige
  - voie 4 : direction Taiko-dori